# Fauna de Ecuador
Debido a varios factores como el levantamiento de los Andes, la influencia de las corrientes oceánicas, su ubicación geográfica, variedad de regiones climáticas, ecosistemas así como zonas de vida han posicionado al Ecuador como uno de los países con mayor diversidad biológica.

## Vertebrados
En las estribaciones de la cordillera de los Andes y las zonas de páramo o altoandinas se concentra la mayor diversidad y endenismo de reptiles y anfibios del país; en la región Andina las ranas del género Pristimantis (cutines) y los saurios del género Riama (lagartijas minadoras) son un claro ejemplo de grupos con alto endemismo en zonas con mayor altitud.

### Reptiles

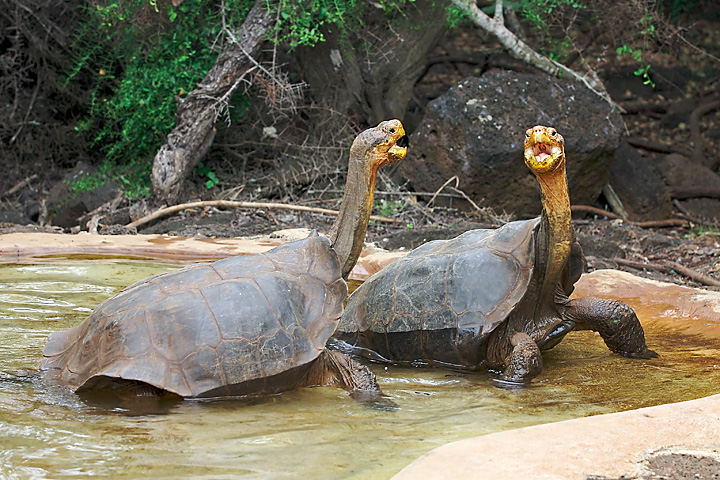
Las Tortugas gigantes de Española (Chelonoidis hoodensis), en 1975, más de 2000 individuos han sido repatriados a la isla Española originados de 15 fundadores iniciales, asistencia en la recuperación de la población con demostración de crianza in situ.

Pese a su extensión el país cuenta con una gran variedad de reptiles por unidad de área. Se han registrado 497 especies de reptiles, que incluyen 35 especies de tortugas, 5 cocodrilos y caimanes, 3 anfisbénidos, 206 lagartijas y 248 culebras. Cabe mencionar que de las 14 especies de Chelonoidis endémicas del archipiélago de Colón o Galápagos, Chelonoidis abingdonii desapareció con la muerte del Solitario Jorge en 2012. En febrero de 2019 se encontró una hembra adulta de Chelonoidis phantasticus, especie que se creía extinta desde inicios del siglo XX, endémica de la isla Fernandina. Ecuador posee alrededor del 4.3 % de la diversidad de reptiles a nivel mundial.
En el país, se han registrado 240 especies de ofidios, de las cuales el 15 % se consideran venenosas, lo que equivale a 36 especies pertenecientes a las familias Elapidae y Viperidae. Aunque estas serpientes se distribuyen por todo el territorio nacional, son más comunes en las regiones de la Costa y la Amazonía, adaptándose a un rango altitudinal que abarca desde el nivel del mar hasta aproximadamente los 2,600 metros sobre el nivel del mar. En Galápagos, la serpiente marina (Hydrophis platurus) es la única especie venenosa de ofidio registrada.
El Bosque Húmedo Tropical Amazónico alberga alrededor de 155 especies, convirtiéndose en la región natural del país con el mayor número de reptiles. Le siguen los bosques Piemontano Occidental y el Bosque Montano Oriental, con 141 especies respectivamente, mientras que el páramo cuenta con la menor cantidad registrada, con solo 15 especies.
En cuanto al endemismo político, la región de Galápagos destaca, ya que el 82.76 % de las especies registradas son endémicas del país, seguida por el páramo con un 53.33 %. Por otra parte, a pesar de que el Bosque Húmedo Tropical Amazónico presenta la mayor diversidad de reptiles, solo el 3.23 % de ellas son endémicas.
En la provincia amazónica, Pastaza registra el mayor número de especies de reptiles, con 143, seguida por Sucumbíos con 138. En la región andina, la provincia más diversa es Pichincha, con 107 especies, seguida por Esmeraldas con 132, convirtiéndola en la provincia con el mayor número de especies de reptiles en la costa del Pacífico. Las provincias continentales con menor diversidad son Bolívar (26), Santa Elena (23), y Cañar (22).
Con respecto a los patrones de diversidad regional por grupo taxonómico, la familia más diversa de reptiles del Ecuador, Colubridae (subfamilia Dipsadinae), alcanza su mayor riqueza en el Bosque Montano Oriental (52) y el Bosque Húmedo Tropical Amazónico (51); la segunda familia más diversa, Gymnophthalmidae, alcanza su riqueza más alta en el Bosque Montano Oriental (27) y en el Bosque Montano Occidental (20).

### Anfibios
El país alberga la tercera anfibiofauna más numerosa a nivel mundial. Se han registrado 656 especies de las cuales 304 son consideradas endémicas. Lista Roja de Anfibios del país identifica a 635 especies y de los cuales el 57 % o 363 especies están categorizadas como amenazadas; el 56,7 %  o 341 especies de ranas, el 72,7 % (8 especies) de salamandras y el 60,9 % (9 especies) de cecilias se encuentran bajo amenaza.

### Mamíferos

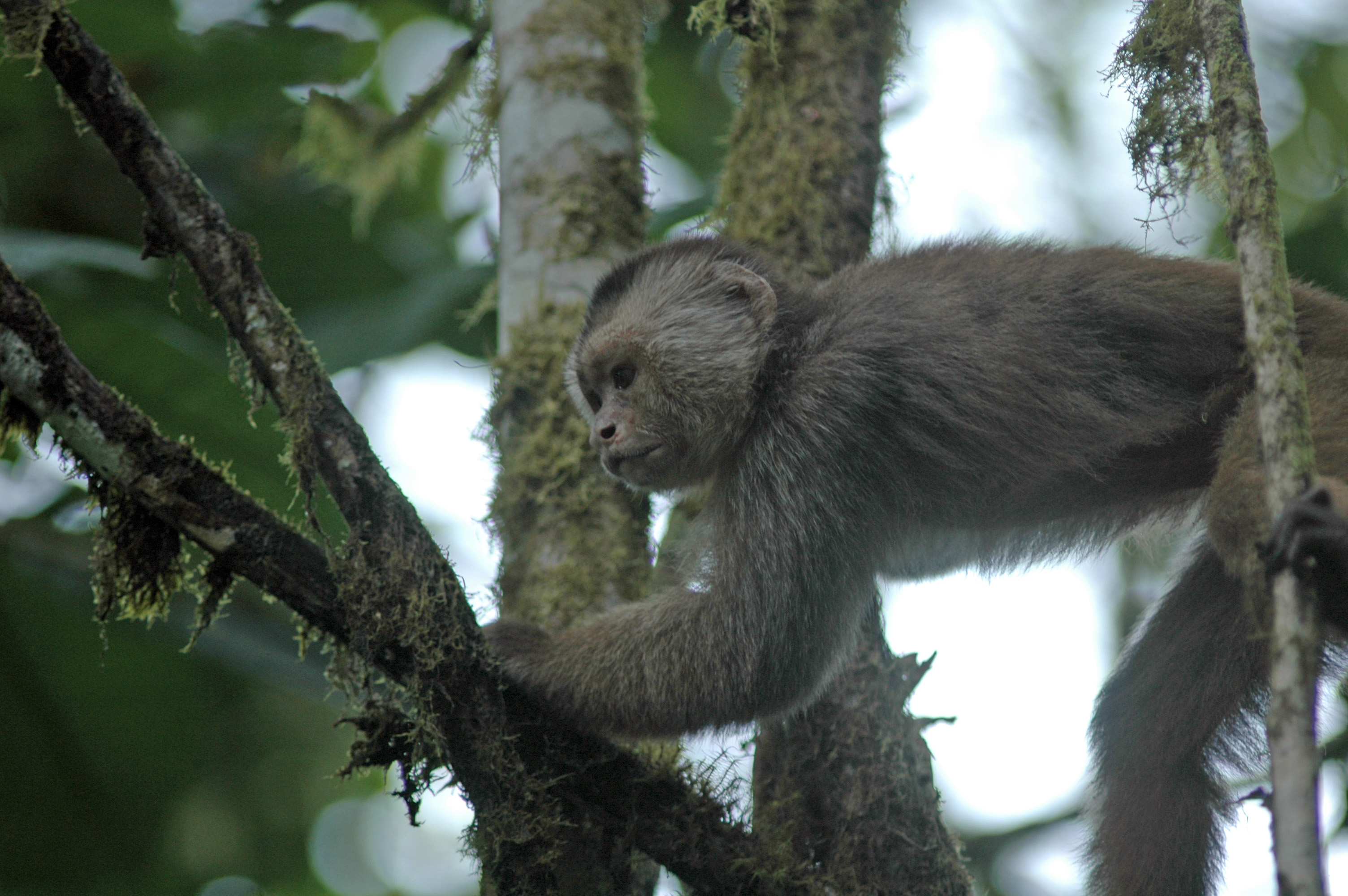
Cebus aequatorialis, es uno de las cuatro especies de primates que se encuentran en la parte occidental del país, en peligro crítico de extinción debido a la expansión de la frontera agrícola como la pérdida de hábitat.

Este grupo biológico se encuentra en todas las regiones del país.  Hasta la fecha se han contabilizado alrededor de 457 especies de mamíferos de las cuales 53 son consideradas endémicas; estas se agrupadan en 52 familias, 207 géneros. Formalmente se han registrado 445 especies de las cuales 43 son endémicas. La provincia con mayor cantidad de especies es Morona Santiago en donde se registran alrededor de 170, cabe destacar que la mayor diversidad se centra en las provincias amazónicas, en la región andina, Pichincha es la provincia con mayor número de especies con 124, en la costa ecuatoriana, Esmeraldas cuenta con 93 especies, convirtiéndose en la provincia con mayor diversidad de mamíferos en la región. El endenismo político de especies se concentra en Galápagos con 66.6 % las especies registradas son endémicas del Ecuador, seguido por el páramo con 20.3 %. Los órdenes de mamíferos con la mayor riqueza en Ecuador son Chiroptera (178 especies), Rodentia (126), Artiodactyla (40) y Carnivora (36). También se documenta otras 29 especies esperadas, 53 endémicas, tres extintas, 11 presentes en la zona antártica ecuatoriana y 17 especies introducidas al país.
Ecuador tiene 22 especies de primates registrados; cuatro de ellas se distribuyen en los bosques del occidente del país y todas catalogadas dentro de alguna categoría de amenaza ( dos especies en Peligro y dos en Peligro Crítico de extinción. Las demás se encuentran en los bosques de la parte oriental del país. 

### Aves
Ecuador destaca entre los países neotropicales con mayor número de especies, solo detrás de Colombia, Brasil y Perú. Se posiciona como quinto país con mayor diversidad de especies Por el momento se han registrado 1691 especies de las cuales 41 son consideradas endémicas.  En Morona Santiago, en la cordillera de Kutukú se han registrado unas 501 especies en un rango de 500 a 2.300 metros de altura; la riqueza de aves encontradas en esta cordillera es semejante a la del valle del Nangaritza (535 especies en un rango altitudinal entre 830 a 2600).
Según la lista de Roja de Aves en el Ecuador (2019), 354 especies se encuentran bajo algún tipo de peligro. En el Ecuador continental existen 312 especies que ocupan las distintas categorías de riesgo, mientras que en Galápagos se contabilizan 42 especies amenazadas y casi amenazadas, de las cuales 26 o el 62 % son endémicas de las islas. Tres especies que posiblemente se hallan extintas regionalmente en Ecuador son: la Cerceta Canela (Anas cyanoptera borreroi), solo subespecie residente; Focha Americana (Fulica americana columbiana) solo subespecie residente y el Sabanero Saltamontes (Ammodramus savannarum), también existen 3 especies que son catalogadas como Críticamente Amenazada- Posiblemente Extinta, estas son el pajuil Carunculado (Crax globulosa), el zamarrito Gorgiturquesa (Eriocnemis godini) y el loro Orejiamarillo (Ognorhynchus icterotis).

### Peces
Los peces de agua dulce constituyen un componente importante para la biodiversidad de Ecuador, según listas recientes, se han identificado 951 especies, en su mayoría distribuidas en la región amazónica y en las laderas orientales de los Andes, cabe mencionar que la lista muestra una disminución de especies, alrededor de 115 especies, según nuevos estudios, aunque esto es relativo debido a que el número de especies seguirá cambiando a medida que se describan nuevas especies y las revisiones taxonómicas sinonimicen especies. Los Ostariophysii dominan, como ocurre en las aguas dulces de todo el mundo, y los Siluriformes, llamados peces gato y Characiformes o tetras y parientes suman 694 especies, es decir, cerca del 83% de todos los peces de agua dulce de Ecuador. Tanto en la vertiente occidental como en la amazónica de los Andes, los órdenes y familias más biodiversas son Characidae (tetras) y Loricariidae (peces gato de boca ancha), con aproximadamente 184, es decir el 22 % y 107 o el 12,8% especies respectivamente, que representan más de un tercio de todos los peces de agua dulce del Ecuador
Los ecosistemas acuáticos del país se encuentran gravemente amenazados y las condiciones se están deteriorando. Entre las amenazas a la diversidad de especies de peces de agua dulce en el país se encuentra la alteración de los ecosistemas, tales como la sobrepesca, extracción de combustible, minería, contaminación de las aguas agrícolas y urbanas, degradación de humedales y llanuras inundables, deforestación, pérdida de hábitat por la alteración física de los ríos, construcción de presas, introducción de especies y el cambio climático.

## Invertebrados
Se estima que en territorio nacional habitan 300 000 especies de insectos de las cuales solo 15 000 han sido identificadas, es decir solo el 5 % Por el momento no existen estudios estadísticos que demuestren la precisión del número de especies, además de no contar con un inventario de las especies. Desde el año 2008, varios investigadores y colaboradores del Museo de Zoología de la Pontificia Universidad Católica del Ecuador QCAZ Invertebrados, trabajan en conjunto para estimar el número de especies dentro del territorio ecuatoriano, de dicho estudio se estima que exiten 8 205 especies de escarabajos, 3 598 mariposas (19.98 %), 1 283 himenópteros y 1 805 dípteros, dando un total de 14 891. Los porcentajes en Ecuador que son poco representativos a nivel mundial son para los grupos de escarabajos 2.33 %, himenópteros 0.64 % y dípteros 2.50 %. Apenas el 5 % de las publicaciones estudiadas corresponden a otros grupos como los moluscos, escorpiones, termitas, pulgas, entre otros.